# Trgovska pot od Varjagov do Grkov
Trgovska pot od Varjagov do Grkov (rusko Путь «из варяг в греки», Put iz varyag v greki, švedsko Vägen från varjagerna till grekerna, grško Εμπορική Οδός Βαράγγων - Ελλήνων) je trgovska pot, ki je povezovala Skandinavijo, Kijevsko Rusijo in Bizantinsko cesarstvo. Pot je omogočala trgovcem vzdolž nje vzpostaviti neposredno cvetočo trgovino z Bizancem in je spodbudila nekatere od njih, da so se naselili na ozemlju današnje Belorusije, Rusije in Ukrajine. To je bila plovna pot na dolge razdalje, vključno z Baltskim morjem, več rekami, ki se stekajo v Baltsko morje in rekami rečnega sistema Dneper in s potmi, ki so omogočale premostiti manjkajoče dele med njimi po kopnem.
Pot se je začela v skandinavskih trgovskih centrih, kot so Birka, Hedeby in Gotland, prečkala Baltsko morje, vstopila v Finski zaliv, sledila reki Nevi v Ladoško jezero. Potem je sledila reki Volhov, gorvodno mimo mest Stara Ladoga in Veliki Novgorod, prečkala Ilmensko jezero in do rek Lovat, Kunja in morda reke Serjoza. Od tam po kopnem, po tako imenovani prevozni poti pripeljala do reke Toropa in po spodnjem toku do reke Zahodna Dvina ali Daugava. Od tu so šle ladje proti toku reke Kasplja in spet po kopnem do reke Katin, pritoka reke Dneper. Vzdolž Dnepra je pot prečkala več večjih brzic in skozi Kijev ter po dostopu do Črnega morja sledila njegovi zahodni obali do Konstantinopla.

## Zgodovina
Trgovska pot od Varjagov do Grkov je bila prvič omenjena v Primary Chronicle, toda o njenih učinkih so poročali že veliko prej, v začetku 9. stoletja, ko so Bizantinci zaznali prišleke v svojih regijah, Varjage. Čeprav je to za mnoge pomenilo Vikingi, je ta izraz za Bizantince pomenil vse Skandinavce in njihovo sorodstvo, ki so živeli na območju današnje Rusije.
Pot je bila verjetno vzpostavljena v poznem 8. in v začetku devetega stoletja, ko so Varjagi iskali plen, tudi sužnje in donosno blago. Pot je pridobila velik pomen od 10. do prve tretjine 11. stoletja, sočasno s trgovsko potjo po Volgi in trgovsko potjo od Hazarov do Nemcev.
Glede na Konstantina VII. so Kriviči in druga plemena odvisna od Kijeva prevažala jadrnice-drevake ali monoxyla, ki so lahko sprejele trideset do štirideset ljudi, med mesti vzdolž rek. Te jadrnice so nato prepeljali vzdolž Dnepra v Kijev. Tam so jih prodali Varjagom, ki so jih na novo opremili in natovorili z blagom.
Kraji na trgovski poti so bili Smolensk (Μιλινισκα), Ljubeč (Τελιουτζα), Černigov (Τζερνιγωγα), Višgorod (Βουσεγραδε), Vitačiv (Vitichev, Βιτετζεβη) in Kijev (Κια [ο] βα). Nekatera od teh mest so imela drugačna imena v stari nordijščini in Konstantin navaja nekatera izmed njih: Novgorod (Νεμογαρδα) je enako kot Hólmgarðr ("Ograjen otok") in Nýgarðr ("Nova ograda"); Kijev je imenoval Kœnugarðr ('Ladjedelnica') ali Σαμβατας, kar bi lahko izhajalo iz nordijskega Sandbakki-Ass ('Greben peščene sipine'). Čeprav Constantine Zuckerman predlaga bolj očitno etimologijo, od turških (kazarskih) virov sam in bat (dobesedno, 'zgornja trdnjava'). Runski kamen N 62 ohranja ime Vitaholmr ('razmejitveni otoček') za Vitačiv.
Na Dnepru so morali Varjagi prenašati svoje ladje prek sedmih brzic, kjer so imeli stražo pred nomadi Pečenegi. Brzice so se začele pod Dnepropetrovskom, kjer se reka obrne na jug in pade 50 metrov na 66 kilometrih. Danes ne obstajajo več, ker je bila od leta 1950 do leta 1970 zgrajena veriga zajezitev.
| Sedanje                            | Slovansko                                          | Skandinavsko                          |
| ---------------------------------- | -------------------------------------------------- | ------------------------------------- |
|                                    | Ne sǔpi, 'Ne spi' (Εσσουπη)                        | Sof eigi, 'Ne spi'                    |
| Surskij, 'Ena huda'; Lochanskij    | Ostrovǐnyj pragǔ, 'Otoški slap' (Οστροβουνιπραχ)   | Holmfors, 'Otoški slap' (Ουλβορσι)    |
| Zvonets(kij), 'Bučanje'            |                                                    | Gellandi, 'Bučanje' (Γελανδρι)        |
| Nenasytets(kij), 'nenasiten'       | Nejasytǐ, 'pelikan (ki tam gnezdi)' (Νεασητ)       | Eyforr, 'kdaj nasilen' (Αειφορ)       |
| Volnyj, Volninskij, '[kraj] valov' | Vlǔnǐnyj pragǔ, 'valovit slap' (Βουλνηπραχ)        | Bárufors, 'valovit slap' (Βαρουφορος) |
| Tavolzhanskij                      | Vǐruchi, 'smejoč ('ref. hrup vode')' (Βερουτζη)    | Hlæjandi, 'smejoč' (Λεαντι)           |
| Lishnij, 'nepotreben'              | Naprjazi?, 'hiter?' (Ναπρεζη); Na bǔrzǔ?, 'hiter?' | Strukum, '[na] brzicah' (Στρουκουν)   |

Pod brzicami so morali prečkati ozko skalnato mesto imenovano Plitvina Vrar (rusko Krariyskaya), kjer so Varjage pogosto napadli Pečenegi. Varjagi so se ustavili na Otoku Sv. Jurija. Potem so opremili ladje z jadri v estuariju Dnepra in še naprej pluli ob zahodni obali Črnega morja vse do Konstantinopla (slovansko Cargrad, staro nordijsko Miklagarðr).
Trgovska pot od Varjagov do Grkov je bila povezana z drugimi vodnimi potmi vzhodne Evrope, kot je pot Pripjat-Bug, ki je vodila do zahodne Evrope in Volška trgovska pot, ki je potekala navzdol po Volgi do Kaspijskega jezera. Druga veja je potekala vzdolž Dnepra in reke Usyazh-Buk  proti krajem Lukoml in Polotsk.
Trgovsko pot od Varjagov do Grkov so uporabljali za prevoz različnih vrst blaga. Vino, začimbe, nakit, steklo, drage tkanine, ikone in knjige so prihajale iz Bizantinskega cesarstva. Volinj je trgoval s kolovrati in drugimi predmeti. Določene vrste orožja in ročnih del so prišla iz Skandinavije. Kijevska Rusija je ponujala les, krzno, med in vosek, medtem ko so baltska plemena trgovala z ambro.
V drugi polovici enajstega stoletja so križarske vojne odprle bolj donosne poti iz Evrope na Bližnji vzhod. Do takrat je kijevska Rusija okrepila svoje poslovne vezi z zahodno Evropo in trgovska pot od Varjagov do Grkov je postopno izgubila svoj pomen.

## V leposlovju in glasbi
Motive trgovske poti od Varjagov do Grkov so uporabili velikokrat v leposlovju in glasbi, med drugimi tudi:
- Velik del najbolje prodajanega švedskega zgodovinskega romana Dolge ladje (v švedščini:  Röde Orm), Fransa Gunnarja Bengtssona, opisuje dogodivščine danske posadke (s pilotom iz Gotlanda). Zgodba se dogaja v poznem 10. stoletju in po romanu so posneli leta 1964 film Dolge ladje, režiserja Jacka Cardiffa z Richardom Widmarkom, Sidneyem Poitierjem in Russom Tamblinom. Film so snemali v Limskem kanalu.[5]
- Roman Blood Feud, Rosemary Sutcliff, 1976, se dogaja v 10. stoletju in prikazuje pol-saško siroto, ki se pridruži vikinški posadki na tej poti, ki združuje Varjaško gardo in končno naselitev v Konstantinoplu.
- Druga knjiga Henry Treeceja, Vikinške trilogije The Road to Miklagard, objavljene v poznih 1950-ih opisuje potovanje Vikingov preko Sredozemlja do Konstantinopla, kjer so glavni junaki sprejeti kot sužnji in kasneje postanejo člani Varjanške garde. Ti se sčasoma vrnejo nazaj v svojo domačo vas preko trgovske poti.
- V romanu Stephena R. Lawheada  Byzantium, glavni lik, irski menih iz 9. stoletja, potuje z Vikingi od Scandie v Konstantinopel po tej poti.
- V stripu Prince Valiant, na strani 932 (19. december 1954) do 988 (15. januar 1956), istoimenski glavni lik in družba potujejo na dveh vikinških dolgih ladjah iz Konstantinopla do Scandie po tej poti, na kateri so naleteli na Pečenege in [[Kumani|Kumane)).
- Dva glasbena albuma nastala v letu 2007, se ukvarjata z namišljenim potovanjem po trgovski poti, težko-metalna skupina Rebellion Miklagard — The History of the Vikings Volume 2 in folk metal zasedba Turisas The Varangian Way.
- Pozni del romana Hawk Quest Roberta Lyndona, opisuje potovanje vzdolž te poti. Liki morajo pluti skozi brzice ponoči, medtem ko se izmikajo nomadom, ki se trudijo, da postavijo zasedo.
- Michael Chrichton, fikcija Eaters of the Dead uporablja okvir te trgovske poti v prvem delu knjige, ko razlaga potovanje z Bližnjega vzhoda vse do Skandinavije.
- Pesem Varyags od Miklagaard, švedske metalne skupine Amon Amarth, opeva usluge skandinavskih popotnikov kot zvestih bojevnikov in paznikov v službi bizantinskega cesarja.